# Joseph Grandet
Joseph Grandet (* 30. Juli 1646 in Angers; † 1. Dezember 1724 ebenda) war ein französischer römisch-katholischer Theologe und Biograph.

## Leben
Joseph Grandet schlug die geistliche Laufbahn ein und studierte ab 1669 in Paris Theologie an der Sorbonne. 1671 trat er in der französischen Hauptstadt in das Seminar Saint-Sulpice ein und wurde zum Diakon geweiht. Ab 1673 arbeitete er im Seminar von Angers, wurde 1674 Priester, erkrankte aber kurz danach und lebte die nächsten zehn Jahre bei seiner Mutter. Er mischte sich eifrig in die damals in Frankreich Aufsehen erregenden Streitigkeiten zwischen den Jesuiten und Jansenisten ein. Zu diesem Zweck beteiligte er sich mit dem berühmten Kapuzinerpater Honoré an mehreren Missionen in Angers, Saumur, Château-Gontier und Paris, wo er in der Kirche Saint-Paul neun Tage lang predigte. Auch wurde er 1683 von der Regierung beauftragt, mit Fr. de Launay in dem von einer Hungersnot heimgesuchten Gebiet von Craon die für dieses bestimmten Almosen zu verteilen.
Seine Hauptsorge wandte Grandet dem Seminar von Angers zu, für das er ab 1684 wieder tätig war. Er hatte eine ihm angebotene Pfarrei in Juigné abgelehnt, nahm aber 1685 die von Sainte-Croix in Angers an, weil es ihm dabei möglich war, zugleich weiterhin hauptsächlich für das Seminar zu wirken. Nach dem Tod von Henri Arnauld, dem jansenistisch gesinnten Bischof von Angers (Juni 1692), übertrug dessen Nachfolger Michel Le Peletier Grandet die Leitung des Seminars, wo Grandet dauerhaft wohnte. Er kann als zweiter Stifter des Seminars betrachtet werden, weil er es durch die Fürsprache der Madame de Maintenon dahin brachte, dass König Ludwig XIV. dem Bischof von Angers im Dezember 1694 die Vollmacht erteilte, einen Teil der Einkünfte und Pfründen seines Sprengels bis zu einem Betrag von 10.000 Livres dem Seminar zu überweisen sowie im Mai 1696 die wegen ihrer Nähe sehr vorteilhafte Priorei Saint-Eloy, die der Superior bereits gepachtet und zum Aufenthaltsort armer Geistlicher bestimmt hatte, damit zu vereinen. 1718 legte Grandet alle Ämter nieder und behielt zu seinem Unterhalt nur eine einzige Pfründe, die Priorei Pruniers. Er starb am 1. Dezember 1724 im Alter von 78 Jahren in Angers und vermachte seine wertvolle Bibliothek dem von ihm so lange geleiteten Seminar.

## Werke
Grandet verfasste bedeutende Biographien frommer Persönlichkeiten, so u. a:
- La vie d’Anne de Melun, fille du prince d’Épinay, fondatrice des Hospitalières de Baugé (Paris 1685), eine dem Bischof von Angers, Henri Armand, gewidmete Biographie der Anna von Melun, Tochter des Fürsten von Épinay, der Stifterin der Hospital-Nonnen von Baugé und Beaufort in Anjou. Dieses Werk gefiel aber dem Fürsten von Épinay so wenig, dass Grandet die noch vorhandenen Exemplare durch eine zweite, veränderte Auflage (Paris 1687) ersetzte, weshalb die erste sehr selten ist.
- La vie d’un solitaire inconnu, qu’on a cru être le comte de Moret, mort en odeur de sainteté dans l’hermitage des Gardelles à deux lieues de Saumur (Paris 1699), eine dem nächsten Bischof von Angers, Michel Le Peletier, gewidmete Biographie eines unbekannten Einsiedlers, der für den Grafen von Moret, ein natürlicher Sohn Heinrichs IV., gehalten wurde
- La vie de Messire Gabriel du Bois de La Ferté, chevalier de Malthé, commandeur de Théval près Laval (Paris 1712), Biographie des Malteserritters Gabriel du Bois de La Ferté
- Vie de Pierre Crétey, curé de Baranthon, diocèse d’Avranches (Rouen 1722), Biographie des Pfarrers Crétey zu Baranthon
- La vie de Messire Louis-Marie Grignion de Montfort, prêtre, missionnaire apostolique (Nantes 1724), Biographie des Missionars Louis-Marie Grignion de Montfort

Schnell in Vergessenheit gerieten hingegen folgende Werke Grandets:
- Lettre circulaire aux Mères de la Visitation, 21 mars 1680 und Relation de l’état présent des affaires du monastère de la Visitation d’Angers, 1 octobre 1680, Flugschriften über das Kloster der Heimsuchung zu Angers, in dem die jansenistischen Ansichten Eingang gefunden hatten
- Dissertation apologétique sur l’apparition miraculeuse arrivée au saint sacrement en la paroisse des Ulmes près Saumur le 2 juin 1668, contenant les preuves de ce miracle, la réponse aux objections et plusieurs autres apparitions arrivées à la sainte eucharistie en différents siècles (Château-Gontier 1715), Verteidigung eines Wunders, das mit einer konsekrierten Hostie vorgefallen sein soll
- Considérations et pratiques de piété tirées de l’écriture sainte, des conciles et des pères d’église, pour honorer Jésus-Christ au saint sacrement (Château-Gontier 1715), ein Erbauungsbuch zur Eucharistieverehrung, worin sich manche falschen chronologischen Angaben finden

Grandet hinterließ auch mehrere handschriftliche Werke über die Geschichte von Anjou (Histoire ecclésiastique d’Anjou; Histoire civile d’Anjou; Notre-Dame angevine, eine Geschichte aller der heiligen Jungfrau in Anjou geweihten Kirchen; Vies des saints personnages d’Anjou) und Denkwürdigkeiten aus der Geschichte seiner Zeit (Mémoires pour servir à l’histoire de mon temps), die sich jedoch hauptsächlich auf kirchliche Angelegenheiten beziehen. Diese Manuskripte wurden in den Bibliotheken und im Seminar von Angers aufbewahrt.